# جانيت لويس
جانيت لويس (بالإنجليزية: Janet Lewis)‏‏ (17 أغسطس 1899 في شيكاغو - 30 نوفمبر 1998 في لوس ألتوس، سانتا كلارا، كاليفورنيا) روائية، وواضعة كلمات الأوبرا، وشاعرة، وكاتِبة من الولايات المتحدة.

## الجوائز
- زمالة غوغنهايم
- زميل الأكاديمية الأمريكية للفنون والعلوم

## روابط خارجية
- جانيت لويس على موقع IMDb (الإنجليزية)
- جانيت لويس على موقع قاعدة بيانات الفيلم (الإنجليزية)